# Elecciones seccionales de Ecuador de 1988
Las elecciones seccionales de Ecuador de 1988 se realizaron el 31 de enero de 1988 para renovar los cargos de 19 prefectos, 25 alcaldes, 123 consejeros provinciales, 125 presidentes de concejos municipales y 1.112 concejales cantonales para el periodo 1988-1992.
Se realizaron de forma simultánea con las elecciones presidenciales y legislativas de 1988.

## Resumen de resultados por partido

### Prefecturas
| Partido político                         | N.º de Prefectos |
| ---------------------------------------- | ---------------- |
| Izquierda Democrática (ID)               | 15               |
| Partido Roldosista Ecuatoriano (PRE)     | 2                |
| Democracia Popular (DP)                  | 1                |
| Concentración de Fuerzas Populares (CFP) | 1                |
| Total                                    | 19               |

### Alcaldías
| Partido político                           | N.º de Alcaldes |
| ------------------------------------------ | --------------- |
| Izquierda Democrática (ID)                 | 8               |
| Partido Roldosista Ecuatoriano (PRE)       | 5               |
| Partido Socialista Ecuatoriano (PSE)       | 4               |
| Democracia Popular (DP)                    | 2               |
| Partido Social Cristiano (PSC)             | 2               |
| Partido Liberal Radical Ecuatoriano (PLRE) | 2               |
| Movimiento Popular Democrático (MPD)       | 1               |
| Pueblo, Cambio y Democracia (PCD)          | 1               |
| Total                                      | 25              |

Fuente:

## Resultados

### Azuay

#### Ganadores
| Dignidad              | Candidato ganador     | Partido o alianza |
| --------------------- | --------------------- | ----------------- |
| Prefectura Provincial | Ítalo Ordóñez Vásquez | ID                |
| Cuenca                | Jorge Piedra Ledesma  | ID                |

Fuente:

### Bolívar

#### Ganadores
| Dignidad              | Candidato ganador     | Partido o alianza |
| --------------------- | --------------------- | ----------------- |
| Prefectura Provincial | Bayardo Poveda Vargas | ID                |
| Guaranda              | Freddy López Galarza  | ID                |

Fuente:

### Cañar

#### Ganadores
| Dignidad              | Candidato ganador         | Partido o alianza |
| --------------------- | ------------------------- | ----------------- |
| Prefectura Provincial | Virgilio Saquicela Toledo | ID                |
| Azogues               | Marco Vicuña Domínguez    | ID                |

Fuente:

### Carchi

#### Ganadores
| Dignidad              | Candidato ganador     | Partido o alianza |
| --------------------- | --------------------- | ----------------- |
| Prefectura Provincial | Jacinto Pozo González | ID                |
| Tulcán                | Hugo Ruiz Enríquez    | ID                |

Fuente:

### Chimborazo

#### Ganadores
| Dignidad              | Candidato ganador      | Partido o alianza |
| --------------------- | ---------------------- | ----------------- |
| Prefectura Provincial | Gualberto Mariño Ramos | ID                |
| Riobamba              | José Mancero Logroño   | PSE               |

Fuente:

### Cotopaxi

#### Ganadores
| Dignidad              | Candidato ganador              | Partido o alianza |
| --------------------- | ------------------------------ | ----------------- |
| Prefectura Provincial | Oswaldo Coronel Arellano       | DP                |
| Latacunga             | Jorge Alejandro Medina Parreño | DP                |

Fuente:

### El Oro

#### Ganadores
| Dignidad              | Candidato ganador    | Partido o alianza |
| --------------------- | -------------------- | ----------------- |
| Prefectura Provincial | Franco Romero Loayza | ID                |
| Machala               | Harry Álvarez García | PRE               |

Fuente:

### Esmeraldas

#### Ganadores
| Dignidad              | Candidato ganador     | Partido o alianza |
| --------------------- | --------------------- | ----------------- |
| Prefectura Provincial | Francisco Mejía Villa | CFP               |
| Esmeraldas            | Carlos Saud Saud      | PSC               |

Fuente:

### Galápagos

#### Ganadores
| Dignidad                                | Candidato ganador  | Partido o alianza |
| --------------------------------------- | ------------------ | ----------------- |
| San Cristóbal - Puerto Baquerizo Moreno | Hugo Jerez Criollo | PRE               |

Fuente:

### Guayas

#### Guayaquil

##### Ganadores
| Dignidad              | Candidato ganador        | Partido o alianza |
| --------------------- | ------------------------ | ----------------- |
| Prefectura Provincial | Carlos Hidalgo Villacís  | PRE               |
| Guayaquil             | Elsa Bucaram Ortiz       | PRE               |
| Milagro               | Humberto Centanaro Gando | PRE               |

Fuente:

### Imbabura

#### Ganadores
| Dignidad              | Candidato ganador       | Partido o alianza |
| --------------------- | ----------------------- | ----------------- |
| Prefectura Provincial | Luis Muñoz Herrería     | ID                |
| Ibarra                | Alfonso Pasquel Beltrán | PSE               |

Fuente:

### Loja

#### Ganadores
| Dignidad              | Candidato ganador             | Partido o alianza |
| --------------------- | ----------------------------- | ----------------- |
| Prefectura Provincial | José María Vivar Castro       | ID                |
| Loja                  | José Bolívar Castillo Vivanco | ID                |

### Los Ríos

#### Ganadores
| Dignidad              | Candidato ganador        | Partido o alianza |
| --------------------- | ------------------------ | ----------------- |
| Prefectura Provincial | Jorge Yánez Castro       | PRE               |
| Babahoyo              | Leonardo Nagua Rodríguez | PRE               |
| Quevedo               | Franklin Montes Álvarez  | MPD               |

Fuente:

### Manabí

#### Ganadores
| Dignidad              | Candidato ganador       | Partido o alianza |
| --------------------- | ----------------------- | ----------------- |
| Prefectura Provincial | Luis Andrade Quiñónez   | ID                |
| Portoviejo            | Eudoro Loor Rivadeneira | PLRE              |
| Chone                 | Carlos Avellán Vera     | PLRE              |
| Manta                 | José España Tejena      | PSC               |

Fuente:

### Morona Santiago

#### Ganadores
| Dignidad              | Candidato ganador         | Partido o alianza |
| --------------------- | ------------------------- | ----------------- |
| Prefectura Provincial | Enrique Meza Arcos        | ID                |
| Macas                 | Saúl Jaramillo Montenegro | ID                |

Fuente:

### Napo

#### Ganadores
| Dignidad              | Candidato ganador          | Partido o alianza |
| --------------------- | -------------------------- | ----------------- |
| Prefectura Provincial | Wilson Barrionuevo Sánchez | ID                |
| Tena                  | Nelson Rodríguez           | PCD               |

Fuente:

### Pastaza

#### Ganadores
| Dignidad              | Candidato ganador       | Partido o alianza |
| --------------------- | ----------------------- | ----------------- |
| Prefectura Provincial | José Freire López       | ID                |
| Pastaza - Puyo        | Gilberto Coloma Parreño | ID                |

Fuente:

### Pichincha

#### Quito

##### Ganadores
| Dignidad                       | Candidato ganador     | Partido o alianza |
| ------------------------------ | --------------------- | ----------------- |
| Prefectura Provincial          | Marco Landázuri Romo  | ID                |
| Quito                          | Rodrigo Paz Delgado   | DP                |
| Santo Domingo de los Colorados | Leonardo López Romero | ID                |

Fuente:

### Tungurahua

#### Ganadores
| Dignidad              | Candidato ganador           | Partido o alianza |
| --------------------- | --------------------------- | ----------------- |
| Prefectura Provincial | Carlos Larrea Albán         | ID                |
| Ambato                | Serafín Villacrés Villacrés | PSE               |

Fuente:

### Zamora Chinchipe

#### Ganadores
| Dignidad              | Candidato ganador      | Partido o alianza |
| --------------------- | ---------------------- | ----------------- |
| Prefectura Provincial | Ramiro Castillo Erráez | ID                |
| Zamora                | Ángel Ortiz Yangari    | PSE               |

Fuente: